# Parlamentswahl in Finnland 1979
- SKDL: 35
- SDP: 52
- SMP: 7
- RKP: 10
- LKP: 4
- KESK: 36
- KOK: 47
- SKL: 9

Die Parlamentswahl in Finnland 1979 fand am 18. und 19. März 1979 statt. Es war die Wahl zum 28. finnischen Parlament.
Die Sozialdemokratische Partei, die seit 1977 mit Kalevi Sorsa den Ministerpräsidenten stellte, blieb stärkste Kraft. Die konservative Nationale Sammlungspartei unter Harri Holkeri gewann zwölf Sitze dazu und wurde knapp hinter der Sozialdemokratischen Partei zweitstärkste Partei.

## Teilnehmende Parteien
Es traten 12 verschiedene Parteien zur Wahl an.
Folgende Parteien waren bereits im Parlament vertreten:
| Partei | Partei | Ausrichtung        | Spitzenkandidat     |
| ------ | --- | ------------------ | ------------------- |
|        | Sozialdemokratische Partei Finnlands Suomen Sosialidemokraattinen Puolue (SDP) Finlands Socialdemokratiska Parti                     | sozialdemokratisch | Kalevi Sorsa        |
|        | Demokratische Union des Finnischen Volkes Suomen Kansan Demokraattinen Liitto (SKDL) Demokratiska Förbundet för Finlands Folk (DFFF) | sozialistisch      | Ele Alenius         |
|        | Nationale Sammlungspartei Kansallinen Kokoomus (KOK) Samlingspartiet                                                                 | konservativ        | Ilkka Suominen      |
|        | Finnische Zentrumspartei Suomen Keskusta (KESK) Centern i Finland                                                                    | sozialliberal      | Johannes Virolainen |
|        | Schwedische Volkspartei Ruotsalainen Kansanpuolue (RKP) Svenska Folkpartiet (SFP)                                                    | liberal            | Pär Stenbäck        |
|        | Liberale Volkspartei Liberaalinen Kansanpuolue (LKP) Liberala Folkpartiet                                                            | liberal            | Jaakko Itälä        |
|        | Finnische Landpartei Suomen Maaseudun Puolue (SMP) Finlands Landsbygdsparti                                                          | zentristisch       | Veikko Vennamo      |
|        | Christlicher Bund Finnlands Suomen Kristillinen Liitto (SKL) Finlands Kristliga Förbund                                              | christdemokratisch | Raino Westerholm    |
|        | Nationale Einheitspartei Finnlands Suomen Kansan Yhtenäisyyden Puolue (SKYP) Finlands Folks Enhetsparti                              | zentristisch       |                     |
|        | Konstitutionelle Volkspartei Finnlands Suomen Perustuslaillinen Kansanpuolue (SPK) Finlands Konstitutionella Folkparti               | rechts             | Georg C. Ehrnrooth  |

## Wahlergebnis
Die Wahlbeteiligung lag bei 75,3 Prozent und damit 1,5 Prozentpunkte über der Wahlbeteiligung bei der letzten Parlamentswahl 1975.
| Partei                      | Partei                                           | Stimmen   | Stimmen | Stimmen | Sitze  | Sitze |
| Partei                      | Partei                                           | Anzahl    | %       | +/−     | Anzahl | +/−   |
| --------------------------- | ------------------------------------------------ | --------- | ------- | ------- | ------ | ----- |
|                             | Sozialdemokratische Partei Finnlands (SDP)       | 691.512   | 23,89   | −0,97   | 52     | −2    |
|                             | Nationale Sammlungspartei (KOK)                  | 626.764   | 21,65   | +3,27   | 47     | +12   |
|                             | Demokratische Union des Finnischen Volkes (SKDL) | 518.045   | 17,90   | −0,99   | 35     | −5    |
|                             | Finnische Zentrumspartei (KESK)                  | 500.478   | 17,29   | −0,34   | 36     | −3    |
|                             | Christlicher Bund Finnlands (SKL)                | 138.244   | 4,78    | +1,49   | 9      | —     |
|                             | Finnische Landpartei (SMP)                       | 132.457   | 4,58    | +0,99   | 7      | +5    |
|                             | Schwedische Volkspartei (RKP)                    | 122.418   | 4,23    | −0,43   | 9      | —     |
|                             | Liberale Volkspartei (LKP)                       | 106.560   | 3,68    | −0,67   | 4      | −5    |
|                             | Konstitutionelle Volkspartei Finnlands (SPK)     | 34.958    | 1,21    | −0,37   | —      | −1    |
|                             | Nationale Einheitspartei Finnlands (SKYP)        | 9.316     | 0,32    | −1,32   | —      | −1    |
|                             | Åländsk Samling*                                 | 9.286     | 0,32    | −0,02   | 1      | —     |
|                             | Sozialistische Arbeiterpartei (STP)              | 2.955     | 0,10    | −0,24   | —      | —     |
|                             | Privatunternehmerpartei Finnlands (SYP)          | 1.233     | 0,04    | −0,38   | —      | —     |
|                             | Sonstige                                         | 220       | 0,01    | −0,01   | —      | —     |
| Gesamt                      | Gesamt                                           | 2.894.446 | 100,00  |         | 200    |       |
| Gültige Stimmen             | Gültige Stimmen                                  | 2.894.446 | 99,60   |         |        |       |
| Ungültige Stimmen           | Ungültige Stimmen                                | 11.620    | 0,40    |         |        |       |
| Wahlbeteiligung             | Wahlbeteiligung                                  | 2.906.066 | 75,31   |         |        |       |
| Wahlberechtigte             | Wahlberechtigte                                  | 3.858.553 | 100,00  |         |        |       |
| Quelle:                     |                                                  |           |         |         |        |       |
| Anmerkungen: * Åland-Mandat |                                                  |           |         |         |        |       |

## Nach der Wahl
Mauno Koivisto löste seinen Parteikollegen Kalevi Sorsa als Ministerpräsident ab. Koivisto war bereits zwischen 1968 und 1970 Ministerpräsident gewesen. Er bildete diesmal eine Mitte/Links-Regierung aus Sozialdemokraten, Zentrum, Schwedischer Volkspartei und den Volksdemokraten. Damit führte er Sorsas Koalition fort, allerdings ohne die Liberale Volkspartei. Koivisto wurde im Januar 1982 zum Nachfolger Urho Kekkonens als Staatspräsident gewählt. Neuer Ministerpräsident wurde nun wieder Kalevi Sorsa, der die Koivisto-Koalition weiterführte. Am 31. Dezember 1982 wurde mit Arne Berner zudem noch ein Minister der Liberalen Volkspartei vereidigt, nach dem die Volksdemokraten aus der Regierung austraten.
Übersicht der Kabinette:
1. Kabinett Koivisto II – Mauno Koivisto (Sozialdemokratische Partei) – Regierung aus Sozialdemokratischer Partei, Zentrumspartei, Schwedischer Volkspartei, Volksdemokratischer Union (26. Mai 1979 bis 19. Februar 1982)
2. Kabinett Sorsa III – Kalevi Sorsa (Sozialdemokratische Partei) – Regierung aus Sozialdemokratischer Partei, Zentrumspartei, Schwedischer Volkspartei, Volksdemokratischer Union (bis Ende 1982), Liberale Volkspartei (seit Ende 1982) (19. Februar 1982 bis 6. Mai 1983)